# トールキン・ファンダム
トールキン・ファンダム（英語: Tolkien fandom）とはJ・R・R・トールキンの作品の国際的、非公式なファンコミュニティである。とくに中つ国のLegendarium（伝説空間、伝説体系）のファンで、対象となる作品には『ホビットの冒険』、『指輪物語』と『シルマリルの物語』が含まれる。トールキンのファンダムは、1960年代のアメリカ合衆国においてヒッピー運動とのかかわりの中で特定のファンのサブカルチャーとして最初に現れた。トールキンはこれに対してうろたえており、1973年に亡くなるまでこのファンダムを「私のひどい崇拝」と呼んでいた。
トールキニストとはJ・R・R・トールキンの作品を学ぶ人で、とりわけエルフの言語や「トールキン学」を学ぶ人の事である。リンガーとは『指輪物語』の一般的なファン、そしてとくにピーター・ジャクソンの実写映画三部作のファンである。

## 歴史
トールキン子供の本『ホビットの冒険』は1937年に発行され、人気があった。しかしながら1954年から1955年に3巻として発行した『指輪物語』は1960年代以降に文化現象となってファンダムが生じた。

### 1950年代

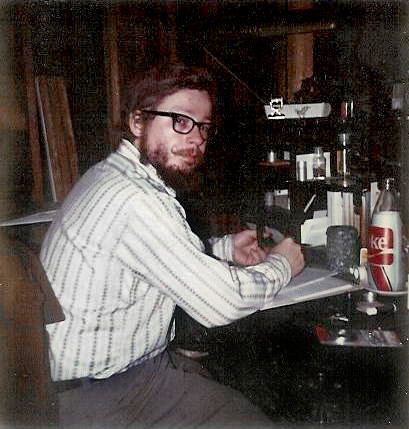
テッド・ジョンストン（本名 デイビッド・ミックダニエル、1974年）は最初のトールキンファンクラブを設立した。

『旅の仲間』が1954年に出版された直後にトールキンのファンダムがSFファンダムの中で現れた。SFのファン雑誌やアマチュアプレスアソシエーションのマガジンでトールキンがとりあげられ、エリック・ベントクリフの『トライオード』(Triode) に掲載された「ロスローリエンにモンローはなし！」(No Monroe In Lothlorien!) のような単独の論文や、ロバート・リクトマンのPsi Phiのような長いコメントのスレッドで議論されていた。1958年のワールドコンではトールキンにインスパイアされた恰好をしていた人がいた。1960年9月4日に「旅の仲間」という組織的なトールキンファンダムの団体がピッツバーグで開催された第18回世界SF大会に集合した。イングランド初のトールキンマガジンはチェスリンが制作した『ナズグールの破滅』だった。多くのファン雑誌にはトールキンの関する内容をほとんど含んでいなかったが、トールキンから取った名前をつけていた。例えば『アンカラゴン』、『グラムドリング』、『レフヌイ』、『マゾム』、『ぺリアン』、『指輪の幽鬼』、『飛蔭』などである。より意味があるトールキン関係コンテンツが含まれる雑誌も存在した。エッド・メスキスのファン雑誌『ニエカス』はこの時期にきちんとしたファン雑誌になった。ピート・マンスフィールドによる、剣と魔術ものジャンルのファン雑誌 Eldritch Dream Quest はトールキン関係のものを多く含んでいた。

### 1960年代アメリカ
フォスターは1960年代にトールキン・ファンダムの急激な成長を「ホビット庄に似た穏やかな自由」を追求した反戦運動やヒッピー文化と、当時の「アメリカの文化的親英主義」に帰し、これはエース・ブックスが出版したペーパーバックの海賊版の『指輪物語』や、バランタインブックスが出版した正規版の『指輪物語』で促進されたとしている。『指輪物語』はいわゆる「ヒッピー」の間で人気があった本で、こうした読者は独自解釈をかかげていた。主な解釈の例としては、冥王サウロンはベトナム戦争中にあった米軍の徴兵制度を象徴している、などというものである。トールキンはこれに対して彼は「私のひどい崇拝」について話し、「多くの若いアメリカ人は私が関わっていないようなやり方でストーリーの中に関わっている」と言った。しかしながらトールキンは「とても控えめな偶像の鼻であろうとも、甘い香の匂いにまったく反応しないというようなことはない」とも認めている。後にトールキンは彼に対するファンの関心が大きすぎて、自分の電話番号を公開電話帳から外した。トールキンの作品は1960年代のカウンター・カルチャーに受け入れられたため嘲笑しやすいターゲットになった。『ハーヴァーバード・ランプーン』のパロディ Bored of the Rings ではトム・ボンバディルは「ティム・ベンゼドリン」になり、ビルボ・バギンズは「ディルド・バガー」になった。『指輪物語』は1960年代に出現し始めたハッカー文化と科学者、エンジニア、プログラマーの科学技術サブカルチャーでとても人気があった。当時出現し始めていたテレビゲームとファンタジーRPGの発展の主なインスピレーションの一つとされている。

### 1970年代から1980年代
トールキンが1973年9月に亡くなる前に『指輪物語』を3回読んだアイザック・アシモフはトールキンへの敬意を示すために『黒後家蜘蛛の会』の短編小説を書いた。「殺しの噂」(1974)は、コロンビア大その他でトールキン協会を組んでいた大学生に言及していた。 
『指輪物語』の人気によって映画化が何回も試みられたが、制作された映画はほとんど失敗だった。映画監督ラルフ・バクシはアニメ映画の2部作の前編を作る権利を確保するのに成功した。そして映画を制作する時にはバクシは他のアニメーション技法と共にロトスコープを使用し、最初は映画の大半を実写映像で撮影し、その映像をアニメ化した。映画が出た時、そしてこの映画はかつても現在も評判は賛否両論だったが、金銭的には成功であった。制作費は800万ドルで、興行収入は3000万ドル以上だった。しかしながらこれに対して映画の配給会社のユナイテッド・アーティスツは続編の制作費を支払う事を拒否し、映画は未完成のままで終わった。

### 1990年代

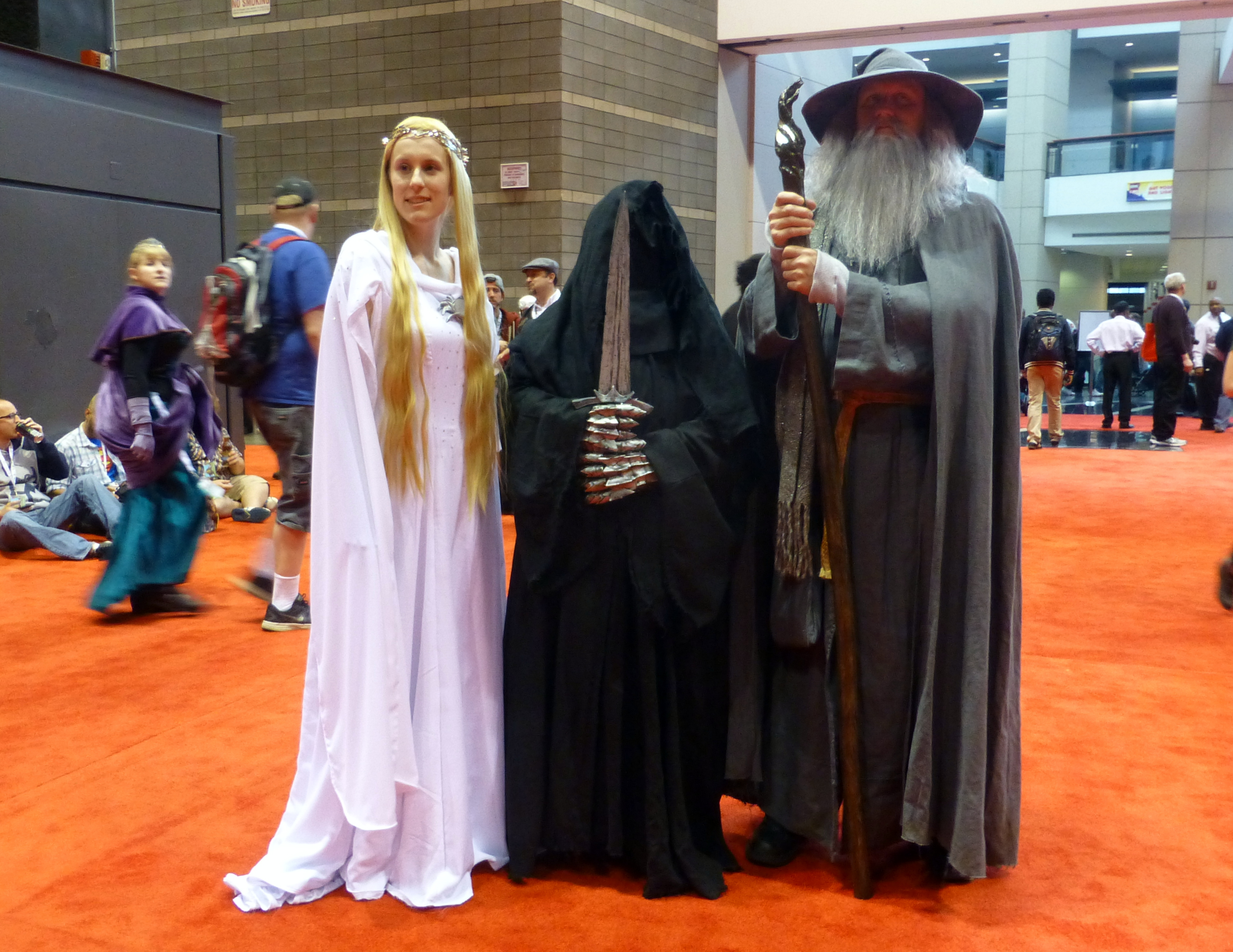
『指輪物語』のキャラクターのコスプレ。

トールキンに関するディスカッションはUsenetのニュースグループの当初からあった。Tolklang のメーリングリストは1990年に始まった。そして それぞれalt.fan.tolkien と arts.books.tolkienの ニュースグループは1992年と1993年から現代まで活動し続けている。主な議論のトピックはオークの起源、エルフには尖った耳があるのか、バルログには羽があるか、そしてトム・ボンバディルの本質についてなどである。しかし2001年にジャクソンの映画が発表された後、とくに本との違い、主にアルウェンのキャラクターの変化とトム・ボンバディルの不在が発表された時にはオンラインファンダムは「ピュリスト」と「リヴィジョニスト」に分かれた。

### 2000年代
2001年から2003年に公開されたピーター・ジャクソンの『指輪物語』の映画三部作はトールキンファン（「最初に本に触れた者」）と本を読んだ事がない新しいファン（「最初に映画に触れた者」）の両方のファンの観客の多さによってトールキンファンダムの性格が大きく変わった。 観客の多さのおかげでジャクソンが雇ったアーティストたちの芸術的な構想は影響力を持ち、ファンとアーティストが共有することになるエルフ、ドワーフ、オークとホビットなどの中つ国の種族の典型のイメージを作った。 ファンダムの中には映画が撮影されたニュージーランドの撮影場所を見に行くために旅行するファンもおり、このファンたちは「トールキン観光客」と呼ばれている。
毎年バラド＝ドゥーアが崩壊した記念日3月25日に「トールキン読書の日」が開催されている。このイベントはニューヨーク州シラキュースの『ポスト・スタンダード』のコラムニスト、ショーン・カーストが提案し、トールキン協会が2003年に開始した。